# Parlement van Botswana

Wapen van Botswana

Het Parlement van Botswana bestaat uit de Nationale Vergadering (National Assembly) dat 65 leden telt en de President van Botswana.
Daarnaast is er een adviesorgaan:
- Ntlo ya Dikgosi (House of Chiefs): 35 leden

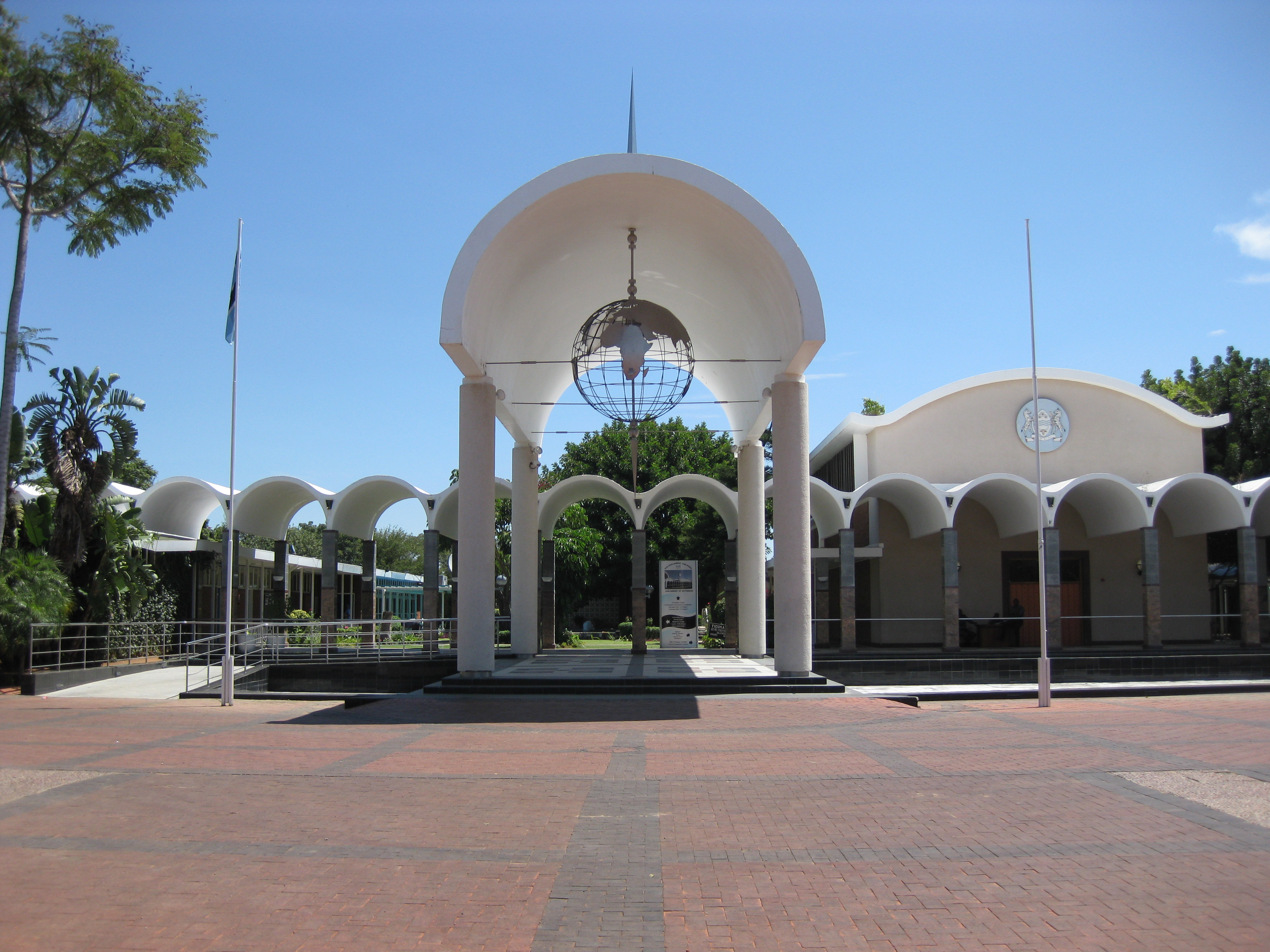
Het parlementsgebouw in Gaborone

## Ambtsbekleders
|                                         |                    |            |
| FUNCTIE                                 | NAAM               | TERMIJN    |
|                                         |                    |            |
| Voorzitter van de Nationale Vergadering | Phandu Skelemani   | 2019–heden |
| Voorzitter van de Ntlo ya Dikgosi       | Kgosi Puso Gaboron | 2009–heden |